# Valencia-Rundfahrt 2006
Die 64. Valencia-Rundfahrt fand vom 21. bis 25. Februar 2006 statt. Das Radrennen wurde in fünf Etappen über eine Distanz von 798 Kilometern ausgetragen.

## Etappen
| Etappe    | Tag         | Start – Ziel               | km  | Etappensieger       | Führender          |
| --------- | ----------- | -------------------------- | --- | ------------------- | ------------------ |
| 1. Etappe | 21. Februar | Calpe – Calpe              | 148 | Alexander Kolobnew  | Alexander Kolobnew |
| 2. Etappe | 22. Februar | Vila Real – Vila Real      | 151 | Alessandro Petacchi | Alexander Kolobnew |
| 3. Etappe | 23. Februar | Sagunt – Sagunt            | 162 | Alessandro Petacchi | Alexander Kolobnew |
| 4. Etappe | 24. Februar | Alzira – Alto Del Campello | 161 | Antonio Colom       | Antonio Colom      |
| 5. Etappe | 25. Februar | Valencia – Valencia        | 176 | Daniele Bennati     | Antonio Colom      |